# Kapala splendens
Kapala splendens är en stekelart som beskrevs av William Harris Ashmead 1904. Kapala splendens ingår i släktet Kapala och familjen Eucharitidae. Inga underarter finns listade i Catalogue of Life.